# Perdita pulchella
Perdita pulchella är en biart som beskrevs av Timberlake 1954. Perdita pulchella ingår i släktet Perdita och familjen grävbin. Inga underarter finns listade i Catalogue of Life.